# Margo Lion
Pour les articles homonymes, voir Lion (homonymie).
Margo Lion, de son vrai nom Marguerite Lion, est une actrice française née le 28 février 1899 à Constantinople et morte le 25 février 1989 à Annecy-le-Vieux.

## Biographie
Margo Lion se produit à Berlin comme chanteuse et meneuse de revue dans les années 1920. Elle est alors la grande vedette de la revue du Kurfürstendamm et une amie de Marlene Dietrich, puis elle quitte Berlin pour Paris. Elle travaille également un temps en Espagne.
Au cinéma, elle joue dans soixante-quinze films entre 1926 et 1975 et trouve son rôle le plus marquant en 1931 dans  L'Opéra de quat'sous de Georg Wilhelm Pabst (version française) dans lequel « […] Margo égrène, impassible en apparence, la voix nette et le regard chaviré, le song de  La Fiancée du pirate et devient à jamais Jenny, la fille de Londres ». Elle joue aussi au théâtre et elle est sollicitée par la télévision à partir des années 1960.

## Filmographie

### Cinéma
- 1926 : Die Abenteuer eines Zehnmarkscheines de Berthold Viertel : une dame au buffet
- 1930 : L'Opéra de quat'sous de Georg Wilhelm Pabst : Jenny
- 1931 : L'amour dispose (Ich geh' aus und Du bleibst da) de Hans Behrendt
- 1931 : Les Treize Malles de monsieur O. F. (Die Koffer des Hern O. F) d'Alexis Granowsky : Viola Volant
- 1931 : 24 Stunden aus dem Leben einer Frau de Robert Land : Mme Köhler
- 1931 : Die große Attraktion de Max Reichmann : Juana
- 1931 : Calais-Douvres de Jean Boyer : la diseuse du Zanzi-Bar
- 1931 : Nie wieder Liebe d'Anatole Litvak- version allemande du film précédent
- 1932 : Stupéfiants de Kurt Gerron
- 1932 : Das Lied einer Nacht d'Anatole Litvak : le manager de Ferraro
- 1933 : Du haut en bas de Georg Wilhelm Pabst : Mme  Binder
- 1933 : ...und wer küßt mich? de E. W. Emo
- 1933 : Hände aus dem Dunkel d'Erich Waschneck
- 1933 : La Voix sans visage de Leo Mittler : une chanteuse
- 1934 : Incognito de Kurt Gerron : une cliente
- 1935 : La Bandera de Julien Duvivier : Kadidja dite « Planche-à-pain »
- 1935 : Les dieux s'amusent (Amphitryon) de Reinhold Schünzel
- 1936 : Jenny de Marcel Carné : Mme Vrac
- 1937 : L'Affaire Lafarge de Pierre Chenal
- 1937 : L'Alibi de Pierre Chenal : Dany
- 1937 : L'Homme de nulle part de Pierre Chenal : Mlle Caporale
- 1937 : Claudine à l'école de Serge de Poligny : Mlle Sergent
- 1937 : La Danseuse rouge de Jean-Paul Paulin : une détenue
- 1938 : Je chante de Christian Stengel : Mathilde
- 1939 : Jeunes Filles en détresse de Georg Wilhelm Pabst : la mère de Thérèse
- 1945 : Tant que je vivrai de Jacques de Baroncelli : l'infirmière
- 1946 : La Danse de mort de Marcel Cravenne : Mathilde, la servante
- 1946 : La Foire aux chimères de Pierre Chenal : Marie-Louise
- 1946 : Martin Roumagnac de Georges Lacombe : Jeanne Roumagnac
- 1947 : Le diable souffle d'Edmond T. Gréville : Pépita
- 1947 : La Fleur de l'âge de Marcel Carné (inachevé)
- 1947 : Une nuit à Tabarin de Karel Lamač : Marie Girard
- 1948 : La Femme que j'ai assassinée, de Jacques Daniel-Norman : la logeuse
- 1949 : Femme sans passé de Gilles Grangier : Mlle Marcel
- 1949 : Le Furet de Raymond Leboursier : Olympe de Stadler
- 1950 : Quai de Grenelle d'Emil-Edwin Reinert : Mme  Chotard
- 1950 : Ballerina de Ludwig Berger
- 1950 : Les Amants de bras-mort de Marcello Pagliero : Mme  Michaut
- 1950 : L'Aiguille rouge d'Emil-Edwin Reinert (version française et allemande) : Fanny Langkoffer
- 1952 : Les amours finissent à l'aube d'Henri Calef : Mme  Platz
- 1952 : Nuit d'orage (Noche de tormenta) de Jaime de Mayora
- 1954 : Mam'zelle Nitouche d'Yves Allégret : sœur Léontine
- 1954 : Le Grand Jeu de Robert Siodmak
- 1955 : Je plaide non coupable d'Edmond T. Gréville : Mme  Gimelet
- 1958 : Le fauve est lâché de Maurice Labro : Camille
- 1959 : Julie la Rousse de Claude Boissol : Germaine Lavigne
- 1959 : Katia de Robert Siodmak : la surveillante de l'institut Smolny
- 1960 : Le Dialogue des carmélites de Raymond Léopold Bruckberger et Philippe Agostini : sœur Saint-Louis
- 1961 : Lola de Jacques Demy : Jeanne
- 1962 : Jusqu'à plus soif de Maurice Labro : Mlle Dozier
- 1964 : Nick Carter va tout casser d'Henri Decoin : Marie-Jeanne
- 1964 : Coplan prend des risques de Maurice Labro : Mme  Slassinky
- 1967 : Le Fou du labo 4 de Jacques Besnard : Mme  Ballanchon
- 1970 : La Rupture de Claude Chabrol : Mme Humbert
- 1970 : La Faute de l'abbé Mouret de Georges Franju : « La Teuse »
- 1971 : Le Petit Matin de Jean-Gabriel Albicocco : Mme Fadillon
- 1971 : L'Humeur vagabonde d'Édouard Luntz : la patronne de l'hôtel
- 1973 : La Vie facile de Francis Warin : Mme Chantereille
- 1975 : Docteur Françoise Gailland de Jean-Louis Bertuccelli : Mamy

### Télévision

#### Téléfilms
- 1959 : Les Trois Mousquetaires de Claude Barma : la mère supérieure
- 1960 : Liberty Bar de Jean-Marie Coldefy
- 1961 : Les Deux Orphelines de Jean-Marie Coldefy
- 1965 : Le Mystère de la chambre jaune de Jean Kerchbron
- 1966 : Paris ist eine Reise wert de Paul Martin

#### Séries télévisées
- 1956 : La Famille Anodin (série télévisé)
- 1958 : Les Cinq Dernières Minutes, épisode L'habit fait le moine de Claude Loursais : Rose
- 1962 : Les Cinq Dernières Minutes, épisode Le Tzigane et la Dactylo de Pierre Nivollet : Mme Marchin
- 1962 : L'inspecteur Leclerc enquête, série de Vicky Ivernel, épisode : Black out
- 1966 : En votre âme et conscience, épisode : Le Crime de Sezegnin de  Pierre Nivollet
- 1974 : La Folie des bêtes de Fernand Marzelle

## Théâtre
- 1945 : Caligula d'Albert Camus, mise en scène Paul Œttly, théâtre Hébertot
- 1948 : Le Cirque aux illusions de René Aubert, mise en scène Jan Doat, théâtre Mouffetard
- 1949 : La Demoiselle de petite vertu de Marcel Achard, mise en scène Claude Sainval, Théâtre des Champs-Élysées
- 1957 : Les Voyageurs égarés de Guillaume Hanoteau, mise en scène Véra Korène, théâtre de la Renaissance
- 1965 : Le Fil rouge d'Henry Denker, mise en scène Raymond Rouleau, théâtre des Célestins